# Marco Antonio Herrera
Marco Antonio Herrera Marín (San José, Costa Rica, 27 de enero de 1969) es un exfutbolista y entrenador costarricense que actualmente dirige al Saprissa Fútbol Femenino de la Primera División Femenina de Costa Rica.

## Trayectoria

### Deportivo Saprissa
Tuvo su debut con el Deportivo Saprissa con el cargo de director técnico interino el 21 de abril de 2021 contra el Limón F. C., el encuentro le favoreció la victoria 1-2.
Como asistente técnico ha logrado cuatro títulos de la Primera División y un título de la Liga Concacaf.

### C. S. Uruguay de Coronado
El 2 de enero de 2023 se oficializó la llegada al C. S. Uruguay. El 21 de enero debutó en el banquillo como director técnico ante Escorpiones de Belén por la primera fecha del Torneo Clausura 2023 de Segunda División de Costa Rica, donde obtuvo la victoria 2-3.

## Clubes

### Como director técnico
| Equipo                    | País       | Año       |
| ------------------------- | ---------- | --------- |
| AD Barrealeña             | Costa Rica | 2005-2006 |
| Deportivo Saprissa        | Costa Rica | 2021      |
| Deportivo Saprissa        | Costa Rica | 2022      |
| C. S. Uruguay de Coronado | Costa Rica | 2023      |

### Como segundo director técnico
| Equipo                  | País       | Año       |
| ----------------------- | ---------- | --------- |
| Santos de Guápiles      | Costa Rica | 2006-2007 |
| Deportivo Saprissa      | Costa Rica | 2009-2010 |
| Municipal Pérez Zeledón | Costa Rica | 2011-2012 |
| Deportivo Saprissa      | Costa Rica | 2014-2022 |

## Palmarés

### Como segundo director técnico

#### Títulos nacionales
| Título                         | Equipo             | País       | Año  |
| ------------------------------ | ------------------ | ---------- | ---- |
| Primera División de Costa Rica | Deportivo Saprissa | Costa Rica | 2010 |
| Primera División de Costa Rica | Deportivo Saprissa | Costa Rica | 2014 |
| Primera División de Costa Rica | Deportivo Saprissa | Costa Rica | 2020 |
| Primera División de Costa Rica | Deportivo Saprissa | Costa Rica | 2021 |

#### Títulos internacionales
| Título        | Club               | Sede        | Año  |
| ------------- | ------------------ | ----------- | ---- |
| Liga Concacaf | Deportivo Saprissa | Tegucigalpa | 2019 |